# Галлони, Джованни
Джованни Галлони (итал. Giovanni Galloni; 16 июня 1927, Патерно, Катания, Сицилия — 23 апреля 2018, Рим) — итальянский юрист и политик, министр общественного образования (1987—1989).

## Биография
Родился 16 июня 1927 года в Патерно (Катания). С 1944 года Галлони принимал участие в движении Сопротивления в Болонье, после войны вступил в Христианско-демократическую партию и оказался в числе сподвижников Джузеппе Доссетти. В 1947 году окончил Болонский университет, работал юристом и университетским преподавателем. Принадлежал к левому течению в рядах христианских демократов, основанному 23 сентября 1953 года в Бельджирате. В 1965 году впервые стал заместителем национального секретаря ХДП (в тот период — Румора), с 1976 по 1978 год был первым заместителем национального секретаря Бениньо Дзаканьини, с 1982 по 1986 год редактировал партийную газету il Popolo.
С 1968 по 1992 год Джованни Галлони неизменно являлся членом Палаты депутатов с V по X созыв, всегда входил во фракцию ХДП. В 1978-1979 годах в Палате VII созыва являлся председателем партийной фракции.
Джованни Галлони занимал кресло министра общественного образования с 28 июля 1987 по 13 апреля 1988 года в правительстве Джованни Гориа и с 13 апреля 1988 по 22 июля 1989 года — в правительстве Чириако Де Мита.
29 июля 1990 года избран в Высший совет магистратуры Италии, сразу заняв должность заместителя председателя. Председатель Совета, президент Италии Франческо Коссига сразу опротестовал итоги этих выборов, впоследствии Галлони несколько раз вступал с ним в конфликт по отдельным правовым вопросам, и в июне 1991 года Коссига даже добивался решения об освобождении политического противника от должности своего заместителя в Совете. В августе 1994 года Галлони вышел из Высшего совета магистратуры.
С 1987 года — ординарный профессор земельного права юридического факультета Неаполитанского университета, затем преподавал на юридическом факультете Флорентийского университета, а с 1994 года — преподаватель земельного права в Римском университете Тор Вергата.
Джованни Галлони дружил с Альдо Моро и в 2011 году в программе Next телеканала Rai News 24 передал содержание своего разговора с ним за несколько недель до похищения и убийства. Моро высказал тогда убеждение о наличии осведомителей американских и израильских спецслужб в Красных бригадах, к получению информации от которых не допускаются итальянские правоохранительные структуры. На основании этих сведений Галлони выразил уверенность, что американцы знали о местонахождении Альдо Моро после его похищения, но не сообщили о нём итальянцам.
Умер 23 апреля 2018 года в Риме.

## Награды
В 1990 году Джованни Галлони получил две государственных награды Италии:
- Золотая медаль «За вклад в развитие культуры и искусства» (2 июня 1990 года)
- Кавалер Большого Креста ордена «За заслуги перед Итальянской Республикой» (2 августа 1990 года)